# Sverige i U21-Europamästerskapet i fotboll för herrar 1998
Sveriges fotbollslandslag i U21-EM 1998. 
Den svenska truppen till U21-EM i fotboll 1998 bestod enligt nedan.

## Förbundskapten
Sveriges förbundskapten var Lars-Olof Mattson.

## Spelare
| Namn                   | Position    | Klubblag                 | Noteringar |
| 1. Eddie Gustafsson    | Målvakt     | IFK Norrköping           |            |
| 2. Alexander Östlund   | Försvarare  | AIK                      |            |
| 3. Erik Edman          | Försvarare  | Helsingborgs IF          |            |
| 4. Anders Svensson     | Mittfältare | IF Elfsborg              |            |
| 5. Klebér Saarenpää    | Försvarare  | IFK Norrköping           |            |
| 6. Daniel Andersson    | Mittfältare | Malmö FF                 |            |
| 7. Olof Mellberg       | Försvarare  | AIK                      |            |
| 8. Yksel Osmanovski    | Anfallare   | Malmö FF                 |            |
| 9. Ola Johansson       | Anfallare   | Västra Frölunda          |            |
| 10. Erik Johansson     | Mittfältare | Örgryte IS               |            |
| 11. Stefan Bärlin      | Anfallare   | IFK Göteborg             |            |
| 12. Rami Shaaban       | Målvakt     | Nacka FF                 |            |
| 13. Karl Corneliusson  | Mittfältare | Örgryte IS               |            |
| 14. Tommy Jönsson      | Försvarare  | Halmstads BK             |            |
| 15. Jörgen Pettersson  | Anfallare   | Borussia Mönchengladbach |            |
| 16. Joakim Persson     | Mittfältare | IFK Göteborg             |            |
| 17. Martin Åslund      | Anfallare   | IFK Norrköping           |            |
| 18. Fredrik Ljungberg  | Mittfältare | Halmstads BK             |            |
| 19. Daniel Majstorovic | Försvarare  | Fortuna Köln             |            |

## Resultat

### Kvartsfinal
- Norge 1-0 Sverige